# Tsubaki Miki
Tsubaki Miki (* 1. Juni 2003 in Hakuba, Präfektur Nagano) ist eine japanische Snowboarderin. Sie startet in den Paralleldisziplinen.

## Werdegang
Miki startete im Januar 2019 in Bad Gastein erstmals im Snowboard-Weltcup und belegte dabei den 37. Platz im Parallelslalom. Im März 2019 wurde sie japanische Meisterin im Parallel-Riesenslalom und holte im folgenden Monat bei den Juniorenweltmeisterschaften in Rogla die Silbermedaille im Parallelslalom. Bei den Juniorenweltmeisterschaften 2020 in Lachtal gewann sie im Parallel-Riesenslalom, im Parallelslalom und im Teamwettbewerb jeweils die Silbermedaille. In der Saison 2020/21 kam sie im Weltcup sechsmal unter die ersten Zehn und erreichte damit den siebten Platz im Parallel-Weltcup. Beim Saisonhöhepunkt, den Snowboard-Weltmeisterschaften 2021 in Rogla, fuhr sie auf den 20. Platz im Parallel-Riesenslalom und auf den 11. Rang im Parallelslalom. Ende März 2021 gewann sie bei den Juniorenweltmeisterschaften in Krasnojarsk im Parallel-Riesenslalom sowie im Teamwettbewerb jeweils die Silbermedaille. Zu Beginn der Saison 2021/22 erreichte sie nach Platz 17 im Parallel-Riesenslalom in Bannoye mit dem zweiten Platz im Parallelslalom ihre erste Podestplatzierung im Weltcup. Es folgten weitere Top-Zehn-Platzierungen, darunter der zweite Platz im Parallel-Riesenslalom in Rogla. Im Parallelslalom in Piancavallo holte sie ihren ersten Weltcupsieg und erreichte damit den siebten Platz im Parallel-Riesenslalom-Weltcup, den vierten Rang im Parallel-Weltcup sowie den zweiten Platz im Parallelslalom-Weltcup. Bei den Olympischen Winterspielen 2022 in Peking wurde sie Neunte im Parallel-Riesenslalom. Anfang April 2022 gewann sie bei den Juniorenweltmeisterschaften in Chiesa in Valmalenco im Parallel-Riesenslalom, im Parallelslalom sowie im Teamwettbewerb jeweils die Goldmedaille.

## Teilnahmen an Weltmeisterschaften und Olympischen Winterspielen

### Olympische Winterspiele
- 2022 Peking: 9. Platz Parallel-Riesenslalom

### Snowboard-Weltmeisterschaften
- 2021 Rogla: 11. Platz Parallelslalom, 20. Platz Parallel-Riesenslalom
- 2023 Bakuriani: 1. Platz Parallel-Riesenslalom, 9. Platz Parallelslalom, 14. Platz Parallelslalom Team
- 2025 Engadin: 1. Platz Parallelslalom, 2. Platz Parallel-Riesenslalom

## Weltcupsiege und Weltcup-Gesamtplatzierungen

### Weltcupsiege
| Nr. | Datum             | Ort           | Disziplin             |
| --- | ----------------- | ------------- | --------------------- |
| 1.  | 12. März 2022     | Piancavallo   | Parallelslalom        |
| 2.  | 25. Januar 2024   | Rogla         | Parallel-Riesenslalom |
| 3.  | 25. Februar 2024  | Krynica-Zdrój | Parallel-Riesenslalom |
| 4.  | 8. Dezember 2024  | Yanqing       | Parallelslalom        |
| 5.  | 21. Dezember 2024 | Davos         | Parallelslalom        |
| 6.  | 25. Januar 2025   | Rogla         | Parallel-Riesenslalom |
| 7.  | 2. März 2025      | Krynica       | Parallel-Riesenslalom |

### Weltcup-Gesamtplatzierungen
| Saison  | Parallel | Parallel | Parallel-Riesenslalom | Parallel-Riesenslalom | Parallelslalom | Parallelslalom |
| Saison  | Punkte   | Platz    | Punkte                | Platz                 | Punkte         | Platz          |
| ------- | -------- | -------- | --------------------- | --------------------- | -------------- | -------------- |
| 2018/19 | 122      | 45.      | 20                    | 59.                   | 102            | 35.            |
| 2019/20 | 1360     | 22.      | 860                   | 21.                   | 500            | 18.            |
| 2020/21 | 266      | 7.       | 148                   | 8.                    | 118            | 9.             |
| 2021/22 | 466      | 4.       | 214                   | 7.                    | 252            | 2.             |
| 2022/23 | 441      | 5.       | 245                   | 6.                    | 196            | 6.             |
| 2023/24 | 639      | 2.       | 423                   | 2.                    | 216            | 5.             |
| 2024/25 | 1209     | 1.       | 804                   | 1.                    | 405            | 1.             |